# Beren
Beren este un personaj ficțional din Pământul de Mijloc, univers creat de J.R.R. Tolkien, care apare în Silmarillion. Este soțul lui Lúthien. 